# Війна Аттала I з Селевкідами

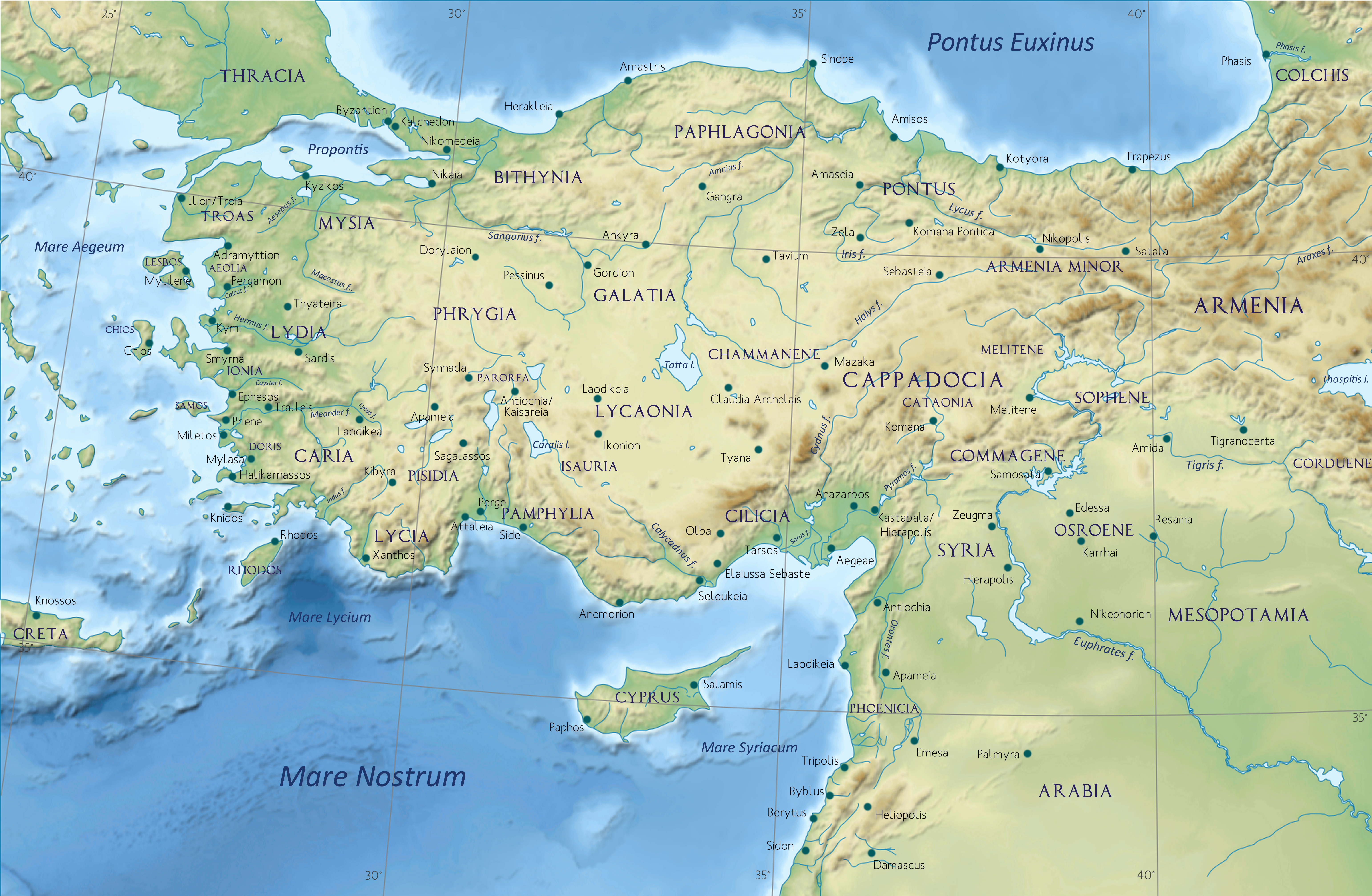
Карта Малої Азії з позначеними античними регіонами (зокрема, Місія, Еоліда, Іонія, Лідія, Фригія, Карія, Пісідія, Памфілія) та окремими містами (зокрема, Іліон, Пергам, Кіма, Смірна, Сарди, Лаодікея, Апамея, Анкіра). Згаданий у статті Термесс знаходився у горах на північний захід від Атталії.

Війна Аттала I з Селевкідами — збройний конфлікт між царем Пергаму та представниками правлячої династії держави Селевкідів, який припав на 230—216 роки до н. е.

## Боротьба з Антіохом Гіераксом
Під час або одразу після Третьої Сирійської війни (246—241 рр. до н. е.) у малоазійських володіннях Селевкідів підняв бунт Антіох Гіеракс, брата царя Селевка II. Останній зазнав важкої поразки при Анкарі від союзних Гіераксу галатів та не пізніше 236 р. до н. е. визнав за братом права на Малу Азію. Таким чином, селевкидські володіння на захід від Тавра виявились відокремленими від більшої частини держави, що зменшувало їх можливості у протистоянні із Пергамським царством. Останнє раніше вже мало вдалу для себе сутичку з Селевкідами у 261 р. до н. е., а в 230-х роках (можливо, у 233 р. до н. е.) нанесло поразку союзним Антіоху Гіераксу галатам.
Через певний час Гіеракс звернув увагу на регіон Пропонтиди. Після Третьої Сирійської тут спостерігався сильний вплив єгипетського царя Птолемея III: розташована на західному березі протоки Дарданелли Лісімахія припинила карбувати монети Селевкидів, Ларису на узбережжі Троади перейменували у Птолемаїду, а в Пріапі на південному березі Пропонтиди знайшли напис на честь чиновника Птолемеїв. Зате біля 230 р. до н. е. в регіоні зафіксовано сплеск карбування монет Гіеракса: у Лісімахії, на протилежному боці Дарданелл в Абідосі та Лампсаку, в Троаді у Александрії, Іліоні та Секпсисі, а також на південному узбережжі Пропонтиди в Парії. Це засвідчує не лише взяття південної з чорноморських проток під контроль Антіоха, але й перенесення ним сюди центру економічних інтересів своєї держави.

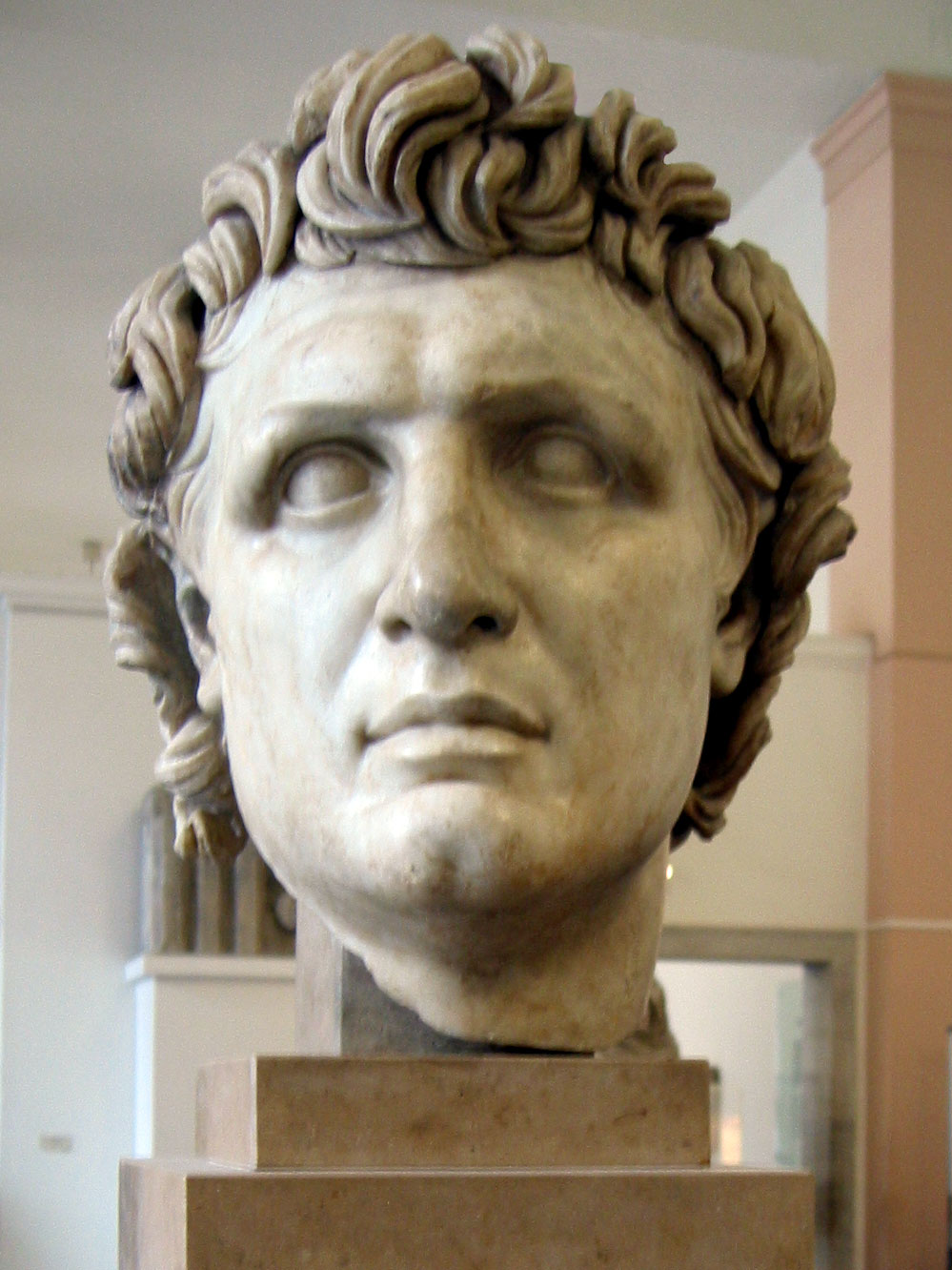
Аттал І

Таким чином, володіння пергамського царя виявились охопленими з кількох сторін підконтрольною Гіераксу територією, при цьому для останнього доступ по суходолу до нових володінь був можливим лише кружним шляхом через Геллеспонтську Фригію (або через територію Пергаму). Ймовірно, це призвело до конфлікту, в якому пергамський цар Аттал І завдав поразки Антіоху в битві у Геллеспонтській Фригії. Як показує текст з монумента, зведеного на відзначення перемог цього царя, у даному зіткненні Гіеракс діяв сам, без участі своїх традиційних союзників галатів.

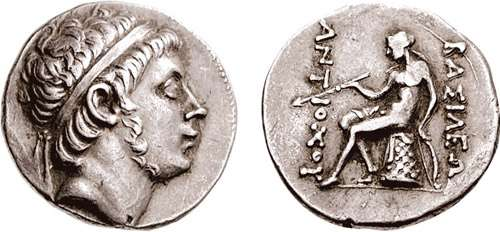
Антіох Гієракс

В 229 р. до н. е. Антіох спільно з галатами із племен толістобогіїв та текстосагів вторгся у володіння свого ворога. Вони підійшли до стін самого Пергама, де були розбиті Атталом. Останній рушив далі на південь у землі ворога та розбив Гіеракса у черговій битві в Лідії, біля озера Колое. Нарешті, у 228 р. до н. е. Аттал здобув чергову перемогу над своїм ворогом у битві на річці Гарпас (ліва притока Великого Меандра), тобто ще далі на південь на початку Карії.
Після цієї серії поразок Антіох Гіеракс вирішив покинути Малу Азію та знов спробувати відібрати все царство у брата, котрий на той момент мав проблеми із повсталою Парфією (втім, у цьому він зазнав невдачі та через певний час загинув). Аттал залишився володарем великої частини малоазійських володінь Селевкидів, хоча й не всіх. Так, у південній та центральній Фригії проти Аттала діяв місцевий династ Лісій. Не виявлено слідів проникнення пергамського царя й у розташовану на південному заході півострова Карію, династ якої Олімпік запросив на допомогу македонського царя Антигона III Досона.

## Кампанія Селевка ІІІ

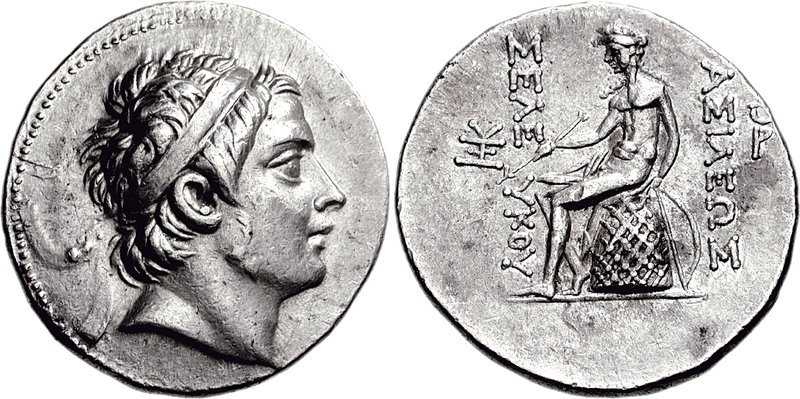
Селевк ІІІ

Невдовзі після брата загинув і Селевк ІІ. Новий сирійський цар Селевк III (226—223 рр. до н. е.) спробував відвоювати малоазійські володіння, причому, як підтверджують епіграфічні джерела, на його стороні боровся нещодавно згаданий фригійський династ Лісій.
Відносно ходу кампанії Селевка ІІІ мало що відомо. Виходячи з відомих випусків монет цього царя у Апамеї та Лаодікеї, він зміг оволодіти південно-західною Фригією. Також монети Селевка III карбував пісідійський Термесс (що дає підстави окремим дослідникам припускати прибуття загонів сирійського царя до Фригії через памфілійське узбережжя).
Втім, завершити свою кампанію проти Аттала Селевку ІІІ не вдалось — під час походу він був вбитий якимись змовниками.

## Боротьба Аттала з Ахеєм

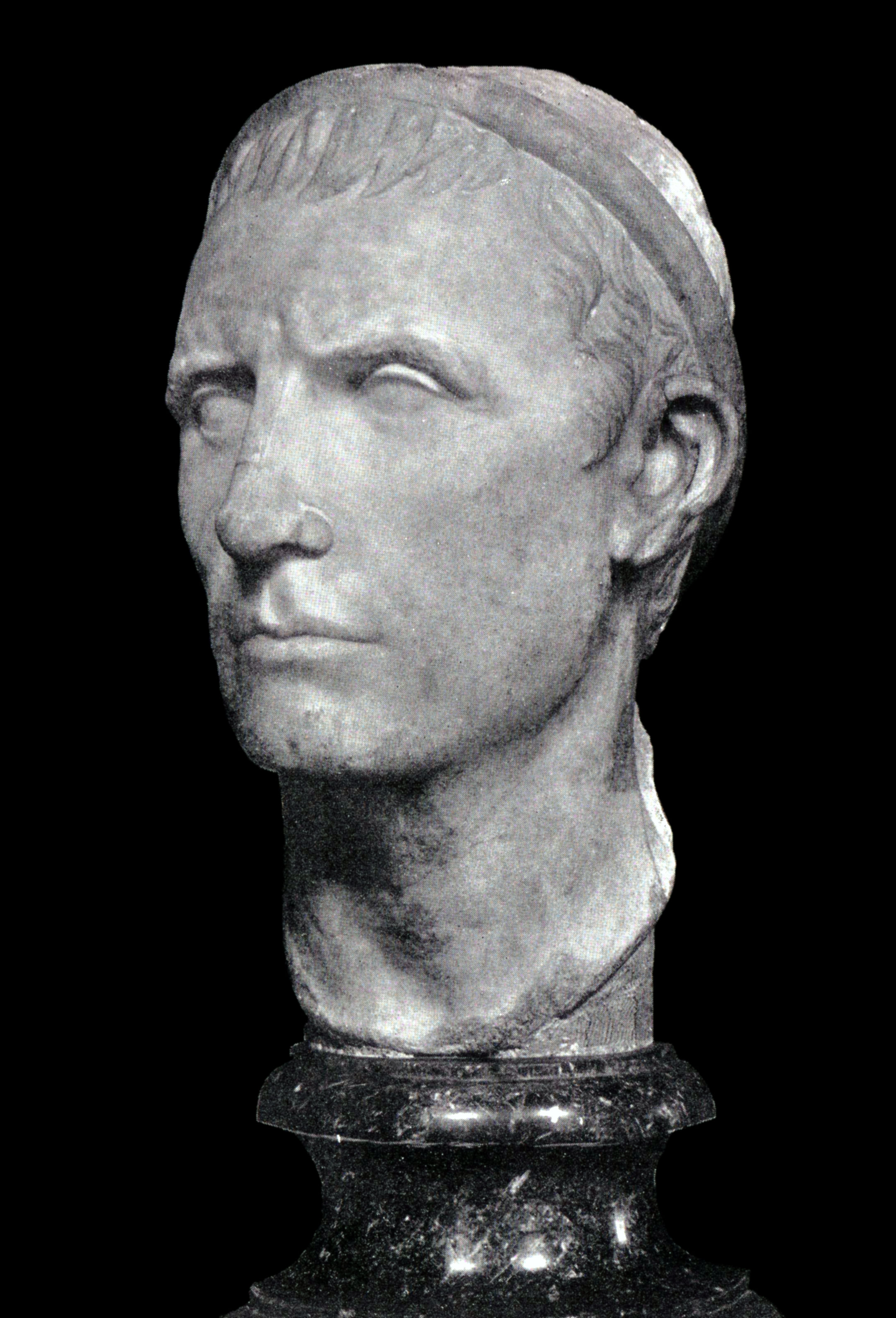
Антіох ІІІ

Новий сирійський цар Антіох III призначив керувати малоазійськими провінціями свого дядька по матері Ахея. Останній походив із бічної гілки Селевкідів, котра мала великі володіння в суміжних районах Фригії та Лідії. Також відомо, що він брав участь в поході Селевка ІІІ та помстився його вбивцям.
Про подальший хід бойових дій Ахея проти Аттала відомо мало. Із оповіді Полібія зрозуміло, що він зміг загнати пергамського царя практично у межі його первісних володінь, відібравши не лише лідійську столицю Сарди, але також північноіонійські міста Смірну і Фокею та навіть цілий ряд еолійських міст — Кими, Темнос та Егеї. Також Ахею підкорилась східна частина Місії, де він поставив свого стратега Фемістокла. В той же час, Троада залишилась у сфері впливу Аттала І.
В 218 р. до н. е. Ахей був зайнятий кампанією на протилежній від Пергама стороні своїх володінь — в Пісідії, де він облягав Селге. Скориставшись цим, Аттал пройшовся походом по Еоліді та Іонії, де повернув під свій контроль названі вище міста (а також Теос та Колофон). Далі він вирушив у східну частину Місії, де змусив Фемістокла передати підконтрольні йому укріплення. Цей похід він здійснив за підтримки галатів із племені егосагів (але у підсумку, побоюючись бунту останніх, Аттал відвів їх до Геллеспонту).
Ахей повернувся до Сард та відновив бойові дії проти Пергама. Втім, оскільки на той час він вже порвав з Антіохом ІІІ та оголосив себе самого царем (ймовірно, це сталось у 221/220 р. до н. е.), у протистояння втрутився сирійський властитель. Завершивши Четверту Сирійську війну, Антіох ІІІ навесні 216 р. до н. е. прибув до Малої Азії, де уклав угоду за Атталом, а Ахея обложив у Сардах (де той і загинув через два роки при взятті міста).